# دانیل زاکر
دانیل زاکر (انگلیسی: Daniel Zacher؛ زادهٔ ۴ نوامبر ۱۹۸۸) بازیکن فوتبال اهل آلمان است.
از باشگاه‌هایی که در آن بازی کرده‌است می‌توان به باشگاه فوتبال دینامو درسدن اشاره کرد.